# (35749) 1999 GF33
1999 GF33 (asteroide 35749) é um asteroide da cintura principal. Possui uma excentricidade de 0.18530450 e uma inclinação de 7.17657º.
Este asteroide foi descoberto no dia 12 de abril de 1999 por LINEAR em Socorro.